# Gran Premio de Honor de la SADE
El Premio de Honor de la SADE es un galardón otorgado anualmente por la Sociedad Argentina de Escritores desde 1944. Es concedido sólo a los escritores miembros de la institución y constituye una de las mayores distinciones literarias de la Argentina.

## Galardonados
- 1944 Jorge Luis Borges
- 1945 Ricardo Rojas
- 1946 Eduardo Mallea
- 1947 Ezequiel Martínez Estrada
- 1948 Arturo Capdevila
- 1949 Baldomero Fernández Moreno
- 1950 Victoria Ocampo
- 1951 Francisco Romero
- 1952 Alberto Gerchunoff (póstumo)
- 1955 Manuel Mujica Lainez
- 1957 Roberto F. Giusti
- 1959 Norah Lange
- 1961 Conrado Nalé Roxlo
- 1963 Bernardo Canal Feijóo
- 1965 Arturo Marasso
- 1967 José Pedroni
- 1968 Carlos Mastronardi
- 1969 Ricardo Molinari
- 1970 Leónidas Barletta
- 1971 Juan Filloy
- 1972 Raúl González Tuñón
- 1973 Manuel Castilla
- 1974 Ernesto Sabato
- 1975 Adolfo Bioy Casares
- 1976 José Isaacson
- 1977 Ángel Battistessa
- 1978 Juan Draghi Lucero
- 1979 Álvaro Yunque
- 1980 José Babini
- 1981 Ulyses Petit de Murat
- 1982 María de Villarino
- 1983 Héctor P. Agosti
- 1984 Luis Franco
- 1985 Dardo Cúneo
- 1986 Antonio Di Benedetto
- 1987 María Granata
- 1988 Abelardo Arias
- 1989 Olga Orozco
- 1990 Gastón Gori
- 1991 Nicolás Cócaro
- 1992 Silvina Ocampo
- 1993 Jorge Calvetti
- 1994 Roberto Juarroz
- 1995 Marcos Aguinis
- 1996 Atilio Castelpoggi
- 1997 Héctor Tizón
- 1998 León Benarós
- 1999 Agustín Pérez Pardella
- 2000 María Elena Walsh
- 2001 Félix Coluccio
- 2002 Eduardo Calamaro
- 2003 José María Castiñeira de Dios
- 2004 Miguel Bonasso
- 2005 Manuel Serrano Pérez
- 2006 Rubén Vela
- 2007 Graciela Maturo
- 2008 Osvaldo Bayer
- 2009 Bernardo Koremblit
- 2010 Antonio Requeni
- 2011 Abelardo Castillo
- 2012 Ricardo Piglia
- 2013 Roberto Alifano
- 2014 Vicente Battista
- 2015 El premio quedó vacante.
- 2016 Luisa Valenzuela
- 2017 Horacio Salas
- 2018 María Rosa Lojo
- 2019 Rafael Felipe Oteriño
- 2020 Diana Bellessi
- 2021 Noé Jitrik
- 2022 Mempo Giardinelli
- 2023 Martín Kohan
- 2024 Juan Sasturain